# 卡尼夫卡
49°26′59″N 26°11′53″E / 49.44972°N 26.19806°E
卡尼夫卡（烏克蘭語：Канівка）是位於烏克蘭西部的村莊，由赫梅利尼茨基州裡赫梅利尼茨基區的沃洛奇斯克市鎮負責管轄。該村面積0.45平方公里，海拔高度288米，2001年該村落人口245。